# Aljaž Ploj
Aljaž Ploj, slovenski nogometaš, * 30. avgust 1998, Maribor.
Ploj je profesionalni nogometaš, ki igra na položaju branilca. Od leta 2024 je član slovenskega kluba ŠD Starše. Ped tem je igral za slovenske Aluminij, Bistrico in ŠD Videm ter avstrijski St. Anna/Aigen. Za Aluminij je v prvi slovenski ligi odigral 80 tekem. Med letoma 2019 in 2021 je odigral šest tekem za slovensko reprezentanco do 21 let.